# Discospira
Discospira, en ocasiones erróneamente denominado Discospora, es un género de foraminífero bentónico considerado como nomen nudum e invalidado, aunque considerado un sinónimo posterior de Nummulites o de Assilina de la familia Nummulitidae, de la superfamilia Nummulitoidea, del suborden Rotaliina y del orden Rotaliida. Su rango cronoestratigráfico abarcaba el Luteciense (Eoceno medio).

## Discusión
El homónimo posterior Discospira Haeckel, 1862, se refiere a un radiolario.

## Clasificación
Discospira incluía a las siguientes especies:
- Discospira helicoides †
- Discospira operculina †
- Discospira spiralis †